# ジッペ
ジッペ（独: Sippe）とは、歴史学で狭義の家族を越えた血縁集団を指す用語。氏族と同義に扱われることも多く、氏族と訳されることも多い。狭義のジッペは法的な団体として扱われ、男子直系の共通祖先を基点とする家門とは異なり、また現代社会での親族よりも強固な関係を持つ。
ドイツ中世においては、紛争が起きた際はジッペ単位で解決がおこなわれた。ジッペは「固定的ジッペ」（あるいは男系ジッペ、独: feste oder agnatische Sippe）と「開放的ジッペ」（あるいは変動ジッペ、独: offene oder wechselnde Sippe）に大別される。固定的ジッペは男系親族しか含まないのに対し、開放的ジッペは男系親族に加えて女系親族も含まれる。

## 歴史的展開
ジッペはあくまで学術概念であるが、ゴート語のsibja、アングロサクソン語のsib、古高ドイツ語のsippaなどに由来する。ラテン語ではgenealogia、gens、prosapia、stirps、propinquitasなどという言葉で表され、さらに男系親族を指すagnatio、女系親族を指すcognatioという限定的な言葉もある。これらの言葉はジッペ以外を指すこともあるので、ジッペを表しているかどうかは史料の文脈から明らかにされなければいけない。
歴史的にジッペがもっとも明らかに確認されるのはフェーデの場合である。法的な自己救済であるフェーデをおこなう際はジッペ単位で報復することができた。フェーデによる武力行使を逃れるために身代金を積むことができたが、これを受け取る際はジッペ内で分配している例もある。また史料からは確認されないが、身代金の工面についてもジッペ単位でおこなわれたと考えられている。裁判の際にも原告あるいは被告のジッペ成員はともに出廷し、宣誓補助者となることができた。
中世では婚姻の際もジッペ契約婚（あるいはムント婚）と呼ばれる特殊な契約を交わす婚姻形態が確認される。ジッペ契約婚では花嫁はジッペからジッペへの「贈り物」とされ、花嫁は自分のジッペから夫へと後見を移すが、不当な離縁など妻の権利が侵害されたときは妻のジッペが報復することができた。今日一般的な恋愛関係による婚姻（恋愛婚）は9世紀に教会により非合法とされたので婚姻においてジッペは重要であった。中世においてジッペはまずこれらの性格を有する法共同体であった。

## 中世国家においての役割
19世紀までのドイツ国制史の研究においては、ジッペは国家の組織形態に先行する基本組織であると考えられていた。つまりジッペは国家以前の時代にあっては、国家と同じような公法的な機能を果たすものとされた。ジッペはこの場合外部に対する防衛共同体、法共同体、経済共同体としての性格を持ち、さらにジッペの構成員は集住して集落共同体を形成していたとされる。
20世紀に入ると、中世社会における血縁関係の重要性を認めつつも、ジッペがあらゆる場面で法的団体として機能したということには疑問が表明され始めた。またゲルマン民族の大移動の際にジッペが定住単位あるいは移住単位であったかというようなことも定説がない。ただしランゴバルド族がイタリアに定住したときはジッペ定住であったと思われる。
19世紀の研究ではジッペは農業共同体でジッペの所有地を共同で耕作していたというような見方が主流であったが、20世紀にはいるとこのような性格をジッペの基本とすることは見直された。
最近の研究は中世の法制および国制におけるジッペの役割を以前より重要視しない傾向にある。法共同体としてのジッペについてもあらゆる場合において団体としてあらわれるほど強固な人的結合は存在しないという見方も提示されている。ドイツ中世において血縁関係はしばしば重視されたことは事実であるが、近代的な意味での団体あるいは法人とは区別されるべきとする見方が主流である。今日の法制史では一定の血縁集団を指す記述概念という形で控えめに利用されている。